# Penelope barbata
A Penelope barbata a madarak osztályának tyúkalakúak (Galliformes) rendjébe és a hokkófélék (Cracidae) családjába tartozó faj.

## Rendszerezése
A fajt Frank Chapman amerikai ornitológus írta le 1921-ben.

## Előfordulása
Az Andok hegységben, Ecuador és Peru területén honos. Természetes élőhelyei szubtrópusi és trópusi hegyi esőerdők. Állandó, nem vonuló faj.

## Megjelenése
Testhossza 55 centiméter.

## Életmódja
Főleg gyümölcsökkel táplálkozik, de kisebb mértékben leveleket és virágokat is fogyaszt.

## Természetvédelmi helyzete
Az elterjedési területe kicsi és csökken, egyedszáma 15 000 példány alatti és szintén csökken. A Természetvédelmi Világszövetség Vörös listáján mérsékelten fenyegetett fajként szerepel.